# Camarón de Tejada
Camarón deTejada là một đô thị thuộc bang Veracruz, México. Năm 2005, dân số của đô thị này là 5660 người.